# Cyril Henny
Cyril Henny est un pilote automobile suisse, né le 23 février 1970, engagé en rallyes automobiles. En 2015 : Expert aux examens de conduites à Yverdon-les-Bains (VD).

## Biographie
Ce pilote helvétique a participé à trois rallye du championnat du monde WRC (Monte-Carlo en 1998,puis Catalogne et Grèce en 2001 sur Citroën Saxo S1600 avec Sébastien Loeb comme partenaire dans la même structure).
Il a débuté dans le championnat helvétique en 1992 sur Opel Manta, avec Aurore Brand pour copilote.
De 1994 à 2000, il a également participé à 10 rallyes comptabilisés pour le championnat européen, et en 2002 il a terminé sa carrière en évoluant dans le Championnat de France des rallyes (y disputant 5 épreuves), sur Peugeot 206 "S1600".

## Palmarès

### Titres
- Coupe de l'Automobil Revue : 1992 (du meilleur jeune pilote helvétique) ;
- Double Champion de Suisse des Rallyes : 1997 (6 victoires et maximum de points possibles) et 1998 (5 victoires et maximum de points possibles) (copilote A.Brand les deux fois, sur Peugeot 306 S16 2L.) ;
- Champion de Suisse du Groupe N : 1995 (copilote A.Brand, sur Mazda 323 GT-R) ;
  - 3e du championnat de Suisse des rallyes : 1995 (copilote A.Brand, sur Mazda 323 GT-R) ;
  - 3e du championnat de France des rallyes : 1999 (copilote A.Brand, sur Peugeot 306 Maxi Evo II - meilleur résultat d'un helvète dans un championnat étranger) ;
  - Vice-champion de France des rallyes "amateurs" (Trophée FERODO) : 1999 et 2000 (même véhicule).

### 4 victoires en championnat d'Europe
- Critérium Jurassien : 1998 et 2000 ;
- Rallye du Valais : 1999 et 2000.

### 14 victoires en championnat de Suisse
- Ronde d'Ajoie : 1996 et 1997 (sur Peugeot 306 S16) ;
- Rallye des Lacs : 1997 ;
- Critérium Jurassien : 1997, 1998 et 2000 ;
- Rallye ASAT : 1997 et 1998 ;
- Rallye des Alpes Vaudoises : 1997 et 1998 ;
- Rallye du Pays de Vaud : 1997 et 1998 ;
- Rallye du Valais : 1999 et 2000.

### Podiums en championnat de France
- 2e du rallye du Mont-Blanc - Morzine en 1999 ;
- 2e du rallye Alsace - Saint Dié - Vosges en 2000 ;
- 3e du rallye Mont-Blanc - Morzine en 2000 ;
- 3e du rallye Lyon-Charbonnières en 1999 ;
- 3e du critérium des Cévennes en 2000.

## Distinctions
- Prix du Président central de l'ACS : 2000 ;
- Prix Scuderia Chicco d'Oro.